# Богдан Добровски
Богдан Тодоров Доброски или Добровски е български просветен деец и революционер, деец на Вътрешната македоно-одринска революционна организация.

## Биография
Роден е на 18 октомври 1880 година в родопското село Карлуково, тогава в Османската империя, където завършна начално образование. В 1900 година е заклет като член на ВМОРО, като пренася тайна поща, оръжие, превежда чети и подготвя амуниции.
В 1901 година при превеждането на четата на Вълчев от 23 четници попадат на засада, но четата я разпръсва и успява да премине на турска територия, но е забелязана от жители на Виево и мюдюринът Раиф Делиеминов уведомява Салих паша Сиврия. Скоро след това домът на Добровски в Карлуково е обискиран, а Богдан Добровски заедно с баща си Тодор и братята Христо, Иван и Димчо и братовчед им Емануил Беев са арестувани и отведени в Пашмакли. В затвора са мъчени да издадат ръководителите на организацията и убийците на Дечо Стоев и Атанас Шапарданов. От Пашмакли през Ксанти, Гюмюрджина и Дедеагач са откарани в Одрин. Намесва се братът на Богдан Манол Добровски, който преподава в Американския колеж в Самоков, който убеждава директора Томпсън да се оплаче във външното министерство в Лондон, откъдето идва заповед до посланика в Цариград за намеса. Така след 6 месеца затвор и 200 златни лири подкуп военният съд ги освобождава.
След освобождението си Богдан Добровски бяга в Свободна България и се записва ученик в Американския колеж. В Самоков продължава да работи за ВМОРО под ръководстовото на Асен Хадживасилев. По време на аферата „Мис Стоун“ е посредник при обмяната на писма между похитителите и американците в Самоков.
В 1901 година става учител в Американското земеделско и индустриално училище в Солун. Председател е на дружеството „Свети Климент“. В 1911 и 1912 година преподава в българското второкласно училище в Карлуково, като продължава да работи за ВМОРО и приютява чети.
Преди избухването на Балканската война събира сведения за движението на турски войски, минава границата и ги предава на българските военни. Присъединява се към четата на Пею Шишманов и под командването на капитан Михайлов участва в настъплението до Черни връх южно от Карлуково. Назначен е в общинската тричленка на Карлуково. При Покръстването на помаците в 1912 - 1913 година ръководи милицията от околността. Участва в Първата световна война с 37-а допълнителна дружана в Ксанти.
На 2 април 1943 година, като жител на Славейно, подава молба за българска народна пенсия, която е одобрена и пенсията е отпусната от Министерския съвет на Царство България.